# Roșiori (okręg Mehedinți)
Roșiori – wieś w Rumunii, w okręgu Mehedinți, w gminie Vânători. W 2011 roku liczyła 934 mieszkańców.